# Elapsoidea trapei
Espèce
Statut de conservation UICN

 LC  : Préoccupation mineure
Elapsoidea trapei est une espèce de serpents de la famille des Elapidae.

## Répartition
Cette espèce se rencontre au Sénégal et en Mauritanie.
Sa présence est incertaine au Mali et en Guinée.

## Description
Les mâles mesurent de 200 à 681 mm et les femelles de 237 à 430 mm.

## Étymologie
Cette espèce est nommée en l'honneur de Jean-François Trape.

## Publication originale
- Mané, 1999 : Une espèce nouvelle du genre Elapsoidea (Serpentes, Elapidae) au Sénégal. Bulletin de la Société Herpétologique de France, vol. 91, p. 13-18 (texte intégral).